# Општина Кочуба Маре (Бихор)
Кочуба Маре (рум. Cociuba Mare) општина је у Румунији у округу Бихор.
Oпштина се налази на надморској висини од 131 m.